# 漷县
漷县，中国古县名，治所在今北京市通州区东南部的漷县镇。
元朝时为漷州。明朝洪武十四年（1381年）二月降为县，属順天府通州。有漷河，一名新河，东入于白河，即卢沟之下流。清朝顺治十六年（1659年），省入通州。